# Пасека (фильм)
Пасека — кинокомедия, первый фильм киностудии НОМфильм. Премьера состоялась 30 марта 2002 года во Дворце культуры имени Ленсовета в рамках празднования 15-летия группы НОМ.
На фестивале альтернативного кино «Стык» проходившем в Москве 17—20 декабря 2002 года, картина получила главный приз в номинации «Лучший народный культовый мюзикл». Также фильм участвовал на Роттердамском кинофестивале в 2005 году.
Солдат Валерий Детдомов приезжает в посёлок Волуи передать весть невесте погибшего сослуживца и оказывается втянутым в вихрь невероятных событий — мистика, чертовщина, инопланетяне, каннибализм.

## В ролях
| Актёр                             | Роль                           |
| --------------------------------- | ------------------------------ |
| Александр Ливер (Дмитрий Тихонов) | пасечник Щукрай                |
| Иван Турист (Юрий Салтыков)       | неприятные низкорослые мужчины |
| Кирилл Миллер                     | старик Желдобин                |
| Светлана Гумановская              | продавщица кваса               |

## Саундтрек
Песня «Пасека» группы НОМ, использованная в качестве саундтрека  является стёб-кавером на песню Queen «Bicycle Race».
Помимо песен группы НОМ для саундтрека были использованы следующие композиции:
- Zodiac — «Рок во льдах»,
- Александр Барыкин — «Карусель», «Сумерки цвета рубина», «Я знаю теперь»,
- Владимир Высоцкий — «Охота на волков»,
- Jumprava — «Peldētājs»,
- Rammstein — «Du hast».